# كاريس فان هوتن
كاريس أنوك فان هوتن (بالهولندية: Carice Anouk van Houten) هي ممثلة ومغنية هولندية، ولدت يوم 5 أيلول 1976 في بلدة لايدردورب في غرب هولندا، هي ابنة المذيع والصحفي ثيودور فان هوتن وشقيقتها يلكا ممثلة أيضاً. تلقت تعليمها في أكاديمية ماستريخت للفنون الجميلة وفي مدرسة كلينكونستاكاديمي في أمستردام عرفت ببدايتها باسم سوزي كيو، فازت مرتين بجائزة غولدن كالف لدورها في فيلم سوزي كيو في سنة 1999 وفيلم أندركوفر كيتي في 2001. حصلت كاريس على شهرتها بعد تمثيلها في فيلم كتاب أسود في سنة 2006 وألذي يعتبر أفضل فيلم هولندي في التاريخ وألذي فازت به بجائزة العجل الذهبي للمرة الثانية كأفضل ممثلة. في سنة 2008 ترشحت مرة أخرى لنيل جائزة زحل لأفضل ممثلة لدورها في فيلم فالكيري، في سنة 2010 و 2011 بجائزتي عجل ذهبي لدورها في فيلمي ربة منزل سعيدة وفيلم فراشات سوداء. مثلت في أفلام إنجليزية أخرى مثل فيلم المستردون وفيلم الموت الأسود في سنة 2010 وفيلم بريستون في سنة 2016. في سنة 2012 مثلت في مسلسل صراع العروش وترشحت بواسطته لنيل جائزة نقابة ممثلي الشاشة. في سنة 2015 بدأت علاقتها مع الممثل الأسترالي غاي بيرس وأنجبت منه إبنها الوحيد.
اشتهرت بأدوارها في الأفلام الهولندية مثل "زوارتبويك" (الكتاب الأسود) و"أنتونيا" و "تيتانيك" كما اشتهرت بدورها في مسلسل "صراع العروش" بدور ميليساندر

## أعمالها

### أفلام
- فالكيري
- سباق
- السلطة الخامسة
- المستردون

### مسلسلات
- صراع العروش
- أوقات جيدة، أوقات سيئة
- ذا سيمبسونز

## روابط خارجية
• كاريس فان هوتن نسخة محفوظة 2 مارس 2024 على موقع واي باك مشين. على موقع forsanalm3rifa (العربية)
- كاريس فان هوتن على موقع IMDb (الإنجليزية)
- كاريس فان هوتن على موقع مونزينجر (الألمانية)
- كاريس فان هوتن على موقع قاعدة بيانات الأفلام العربية
- كاريس فان هوتن على موقع ألو سيني (الفرنسية)
- كاريس فان هوتن على موقع ميوزك برينز (الإنجليزية)
- كاريس فان هوتن على موقع تيرنر كلاسيك موفيز (الإنجليزية)
- كاريس فان هوتن على موقع أول موفي (الإنجليزية)
- كاريس فان هوتن على موقع قاعدة بيانات الأفلام السويدية (السويدية)
- كاريس فان هوتن على موقع أول ميوزيك (الإنجليزية)
- كاريس فان هوتن على موقع ديسكوغز (الإنجليزية)